# Montigny-le-Bretonneux
Montigny-le-Bretonneux – miejscowość i gmina we Francji, w regionie Île-de-France, w departamencie Yvelines.
Według danych na rok 2021 gminę zamieszkiwało 31 777 osób, a gęstość zaludnienia wynosiła 2728 osób/km².
W miejscowości znajduje się tor kolarski Vélodrome de Saint-Quentin-en-Yvelines.

## Miasta partnerskie
- Kierspe, Niemcy
- Lunca, Rumunia
- Denton, Wielka Brytania
- Wicklow, Irlandia
- San Fernando, Hiszpania
- Marostica, Włochy
- São Bernardo do Campo, Brazylia